# Manganov dioksid
Mangan (IV) oksid je anorganski spoj s formulom MnO2. Ta crnkasta ili smeđa kruta tvar javlja se prirodno kao mineralni piroluzit, koji je glavna ruda mangana i sastojak manganovih nodula. Glavna upotreba za MnO2 je za suhe ćelije, kao što su alkalna baterija i cink-ugljikova baterija.